# Luzi Stamm
Pour les articles homonymes, voir Stamm.
 (avril 2023).
Si vous disposez d'ouvrages ou d'articles de référence ou si vous connaissez des sites web de qualité traitant du thème abordé ici, merci de compléter l'article en donnant les références utiles à sa vérifiabilité et en les liant à la section « Notes et références ».
Luzi Stamm, né le 9 septembre 1952 à Coire (canton des Grisons) est une personnalité politique suisse.

## Biographie
Luzi Stamm fait des études de droit, avant d'exercer comme juge dans le district de Baden. Il reprend ensuite des études en économie à l'Université de Zurich, qu'il achève en 1984. Il adhère au PRD en 1984, et est élu au conseil communal (législatif) de la ville de Baden-Dättwill d'avril 1986 à décembre 1988. Janvier 1989 voit son élection au conseil municipal (exécutif) de Baden, où il siège jusqu'en décembre 1992. En avril 1989, il est aussi élu au Grand conseil du canton d'Argovie (il y reste jusqu'en mars 1993). Cette même année, il fonde un cabinet d'avocat.
Le 25 novembre 1991, il est élu au Conseil national comme représentant du canton d'Argovie. Il y est membre de la commission de gestion, du 4 décembre 1995 au 6 mai 2001. Membre de la commission de politique extérieure, du 26 novembre 2001 au 30 novembre 2003, il en devient le vice-président, du 1er décembre 2003 au 27 novembre 2005, puis il la préside, du 28 novembre 2005 au 2 décembre 2007. Il siège à la commission des affaires juridiques, du 4 décembre 1995 au 6 mai 2001, puis du 28 novembre 2005 au 2 décembre 2007. il préside cette commission entre le 1er décembre 2003 et le 27 novembre 2005. Il fait également des commissions d'enquête parlementaires 96.091-NR (du 30 novembre 1998 au 8 octobre 1999), 04.066-NR (du 5 octobre au 17 décembre 2004) et 04.067-NR (du 5 octobre au 17 décembre 2004).
En 2001, il quitte le PRD pour l'Union démocratique du centre (UDC).
Du 1er décembre 2003 au 2 décembre 2007, Luzi Stamm est membre de la délégation de la Suisse au Conseil de l'Europe. Lors des élections au Conseil national en 2007, il a été réélu avec 76 569 voix, le deuxième meilleur résultat du canton d'Argovie. En 2008, il est candidat, en Argovie, au poste de conseiller d'État,.
Luzi Stamm est marié, et a trois filles. Il réside à Baden-Dättwill. Il est caporal de l'armée suisse.
En 2015, il est réélu au Conseil national.

## Ligne politique
Luzi Stamm est opposé à l'entrée de la Suisse dans l'Union européenne. Il soutient que l'adhésion de la Suisse à l'Europe affaiblirait les institutions de démocratie directe de la Suisse. D'autres thèmes centraux de sa politique sont l'immigration (le 8 février 2009, il s'est prononcé contre la libre circulation des personnes entre la Suisse, d'une part, la Roumanie et la Bulgarie, d'autre part), la neutralité de la Suisse, l'éducation et la politique financière. En matière fiscale, Stamm combat l'augmentation des impôts.
Stamm est membre de diverses organisations politiques et de groupes de pression, parmi lesquels l'Auto-Alliance (fondation pour la protection du consommateur motorisé), la Communauté d'intérêt Suisse-Seconde Guerre mondiale, l'Action pour une Suisse indépendante et neutre (ASIN) (en tant que vice-président), l'association Radio Argovia et l'action Schwiiz hälfed Schwiiz du Secours en montagne suisse. Il est également lobbyiste pour l'industrie nucléaire.